# Секстинг

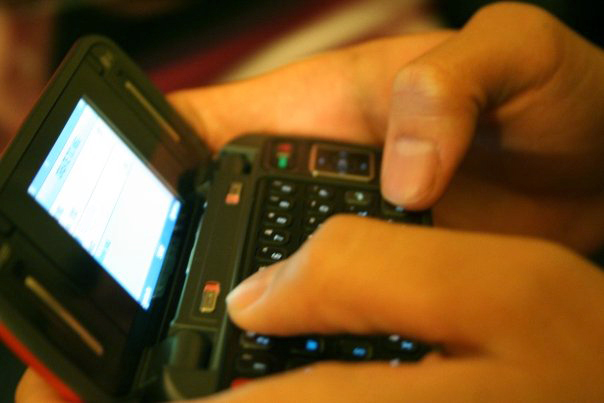
Секстинг обычно предполагает отправку сексуальных текстовых сообщений.

Се́кстинг (англ. sexting) — пересылка личных фотографий, сообщений интимного содержания посредством современных средств связи: сотовых телефонов, электронной почты, социальных интернет-сетей. Отсылание фотографий мужского полового члена также называется дикпик (англ. dickpic). Название является слиянием слов sex (секс) и texting (текстовые сообщения).
Определение появилось в 2005 году в Новой Зеландии. Поводом послужил поступок 13-летней школьницы, выставившей свои откровенные снимки на сайте знакомств. Ранее, в 2004 году термин появился в издании The Globe and Mail.
Питер Камминг, профессор Йоркского университета в Торонто, считает, что секстинг не несёт никаких отрицательных последствий для психики подростков и является таким же способом познания своей сексуальности, как, например, игра в «бутылочку», но секстинг может повлечь за собой скандал или стать причиной самоубийства, если фотографии будут опубликованы.
В некоторых странах, в частности в США и Австралии, секстинг является уголовным преступлением, если на интимных фотографиях изображён несовершеннолетний; это рассматривается как детская порнография, причём виновными считаются оба: как человек, отправивший фотографии, так и получивший их — это классифицируется как производство и хранение детской порнографии соответственно. Кроме того, лицу, пославшему свои фотографии в обнажённом виде, могут быть предъявлены обвинения в сексуальном домогательстве.
Слово «sexting» включено в 12-е издание Краткого Оксфордского словаря английского языка.